# 한담희
한담희(본명 : 구혜연[具惠姸] 1988년 6월 21일 ~ )는 대한민국의 가수 겸 모델이다.

## 학력
- 동의과학대학교 항공서비스과 (졸업)

## 음반
- 2018년 인생이란
- 2019년 달빛연가

## 방송
- 2019년 포항MBC 《동네의 발견》
- 2019년 TV조선 《내일은 미스트롯》
- 2019년 tvN 《쇼! 오디오자키》
- 2019년 MBC충북 《생방송 아침N》

## 영화
- 2019년 《블랙머니》 - 임승만 별장녀 역 (우정출연)

## 경력
- 2021.04.20. ㈔가평문화관광협의회 《경기도공공기관유치추진위원회》 홍보대사